# Folca
Folca el Cazador es un personaje ficticio que pertenece al legendarium creado por el escritor británico J. R. R. Tolkien y cuya historia es narrada en los apéndices de la novela El Señor de los Anillos. Es un Rohir, decimotercer rey de Rohan. Nació en el 2804 T. E, hijo de Walda. 

## Historia
Subió al trono en el 2851 T. E después de que su padre fuera asesinado por un orco. Vengó a su padre cazando a todos los que quedaban en Rohan y logró así eliminarlos de sus tierras. Era un gran cazador, pero juró no matar ningún animal salvaje mientras quedara un orco vivo en Rohan. Cuando el último de ellos fue destruido, se propuso cazar el Gran Jabalí de Everholt y lo mató, pero murió posteriormente por las heridas infligidas por los colmillos de la bestia. Su nombre deriva del inglés antiguo “folc” pueblo
Le sucedió su hijo Folcwine en 2864 T. E.